# Reichenbachia scabra
Reichenbachia scabra är en skalbaggsart som först beskrevs av Brendel 1865.  Reichenbachia scabra ingår i släktet Reichenbachia och familjen kortvingar. Inga underarter finns listade i Catalogue of Life.